# Szczegół sytuacyjny
Szczegół sytuacyjny lub szczegół terenowy – w geodezji w Polsce każdy element terenu (powierzchni Ziemi), budowlany lub naturalny (również sztucznie ukształtowana forma terenu), będący przedmiotem pomiaru w pracach geodezyjnych podczas wykonywania pomiarów sytuacyjnych i wysokościowych.
Geodezyjne pomiary szczegółów sytuacyjnych wykonuje się w nawiązaniu do punktów poziomej i wysokościowej osnowy geodezyjnej.

## Podział szczegółów sytuacyjnych
Szczegóły terenowe ze względu na ich charakter i różne wymagania dokładnościowe pomiaru dzieli się na trzy grupy:
I grupa – przedmioty sytuacji terenowej o wyraźnych konturach zachowujących swą niezmienność w okresach wieloletnich, trwale związane z podłożem:
- znaki i punkty graniczne
- zastabilizowane znakami trwałymi: punkty osnowy wysokościowej naziemne, punkty podstawowej osnowy grawimetrycznej i punkty wiekowe osnowy magnetycznej
- budynki, budowle oraz elementy naziemne uzbrojenia terenu

II grupa – przedmioty sytuacji terenowej o mniej wyraźnych i mniej trwałych konturach:
- ustabilizowane krawędzie budowli ziemnych: nasypów, wykopów, grobli, wałów przeciwpowodziowych
- podziemne obiekty budowlane oraz elementy podziemne uzbrojenia terenu
- urządzenia terenów użyteczności publicznej lub o charakterze zbliżonym jak zieleńców, parków boisk sportowych, drzewa przyuliczne itp.

III grupa – przedmioty sytuacyjne o niewyraźnych obrysach lub małego znaczenia gospodarczego:
- punkty załamania konturów użytków gruntowych i konturów klasyfikacyjnych
- naturalne linie brzegowe wód płynących i stojących
- linie podziałowe na oddziały w lasach państwowych

## Dokładności pomiarów szczegółów sytuacyjnych
Geodezyjny pomiar sytuacyjny wykonuje się w sposób zapewniający określenie położenia szczegółu terenowego względem punktów poziomej osnowy geodezyjnej lub pomiarowej, z dokładnością nie mniejszą niż:
- dla I grupy szczegółów terenowych ± 0,10m
- dla II grupy szczegółów terenowych ± 0,30m
- dla III grupy szczegółów terenowych ± 0,50 m

Ponadto nie mierzy się punktów szczegółu terenowego, których odchylenie od linii prostej konturu tego szczegółu sytuacyjnego, ustalonej przez dwa sąsiednie pomierzone punkty, nie przekracza ww. wielkości dla poszczególnych grup.
Wysokości charakterystycznych punktów terenowych należy określać względem wysokościowej osnowy geodezyjnej z dokładnością nie mniejszą niż:
- dla przewodów i urządzeń kanalizacyjnych ± 0,02 m
- dla obiektów budowlanych i urządzeń budowlanych oraz pikiet markowanych w terenie ± 0,05 m
- dla budowli ziemnych, elastycznych lub mierzonych elektromagnetycznie podziemnych obiektów sieci uzbrojenia terenu oraz pikiet niemarkowanych w terenie ± 0,10 m